# Salgueiros (Monterroso)
Salgueiros (llamada oficialmente Santa María de Salgueiros) es una parroquia española del municipio de Monterroso, en la provincia de Lugo, Galicia.

## Organización territorial
La parroquia está formada por seis entidades de población:

### Entidades de población
Entidades de población que forman parte de la parroquia:
- Airexe
- Aldea de Baixo (Aldea de Abaixo)
- O Brixeo

### Despoblado
Despoblado que forma parte de la parroquia:
- Pacios

## Demografía
| Gráfica de evolución demográfica de Salgueiros entre 2000 y 2020 |
|                                                                  |
| Datos según el nomenclátor publicado por el INE.                 |